# Переулок Бринько
Переулок Бринько́ — переулок в Адмиралтейском районе Санкт-Петербурга. Проходит от Сенной площади до Садовой улицы.

## История названия
20 августа 1739 года присвоено наименование Сенной переулок, дано по сенным площадкам на Сенной площади (место торговли сеном). Название существовало до 1764 года, затем длительное время переулок не имел названия. С 1849 года назывался Таировский переулок или позже Таиров переулок по фамилии домовладельца (Садовая улица, дом 46) купца Л. Таирова.
Современное название переулок Бринько получил 15 декабря 1952 года, в честь П. А. Бринько, лётчика, участника обороны Ленинграда, Героя Советского Союза.

## История
Улица возникла в первой половине XVIII века.
В 1831 году находившаяся в переулке центральная холерная больница (дом 4) стала местом холерного бунта.
В середине XIX века был известен несколькими дешёвыми домами терпимости, наиболее известным из которых являлся дом Дероберти.

 ... это был притон едва ли не чище Вяземского дома. Здесь было десятка два тесных квартир с «угловыми» жильцами, в которых ютились исключительно убийцы, воры и беглые, здесь содержатели квартир занимались скупкой краденого, дворники — укрывательством, и, стыдно сказать, местная полиция имела с жильцов того дома доходные статьи.— 40 лет среди грабителей и убийц (Записки первого начальника Санкт-Петербургской сыскной полиции И. Д. Путилина)
В 20-е годы XX века переулок был известен своими малинами и притонами.

## Достопримечательности
- Дом № 2 (Московский пр., 1) — дом Я. И. Перетца, 1907—1908, гражданский инженер А. И. Зазерский[6].
- Дом № 6/44 — здесь в 1895 году жил В. И. Ленин.  7802666000

## Упоминание в художественных произведениях
- Таиров переулок является местом действия в книге Преступление и наказание.

Раскольников перешел через площадь. ... Он постоял, подумал и пошел направо, тротуаром, по направлению к В — му. Миновав площадь, он попал в переулок...
       Он и прежде проходил часто этим коротеньким переулком, делающим колено и ведущим с площади в Садовую. ... Тут есть большой дом, весь под распивочными и прочими съестно-выпивательными заведениями; из них поминутно выбегали женщины, одетые, как ходят «по соседству» — простоволосые и в одних платьях. В двух-трех местах они толпились на тротуаре группами, преимущественно у сходов в нижний этаж, куда, по двум ступенькам, можно было спускаться в разные весьма увеселительные заведения. В одном из них, в эту минуту, шел стук и гам на всю улицу, тренькала гитара, пели песни, и было очень весело. Большая группа женщин толпилась у входа; иные сидели на ступеньках, другие на тротуаре, третьи стояли и разговаривали. Подле, на мостовой, шлялся, громко ругаясь, пьяный солдат с папироской и, казалось, куда-то хотел войти, но как будто забыл куда. Один оборванец ругался с другим оборванцем, и какой-то мертво-пьяный валялся поперек улицы. Раскольников остановился у большой группы женщин. Они разговаривали сиплыми голосами; все были в ситцевых платьях, в козловых башмаках и простоволосые. Иным было лет за сорок, но были и лет по семнадцати, почти все с глазами подбитыми.— Преступление и наказание. Часть вторая, глава VI. Достоевский, Фёдор Михайлович
- В книге «Петербургские трущобы» В. В. Крестовского переулок описывается в главе XLIII «Клоповник Таировского переулка».